# Mastí tibetà
El mastí tibetà és un gos de guarda i defensa, gros i robust originari del Tibet. El seu lladruc ronc i profund és molt característic i semblant al rugit del lleó.
Era utilitzat pels assiris com a gos de guerra i va tenir una gran difusió. Amb les conquestes romanes i les invasions dels pobles asiàtics, es va escampar ràpidament per la conca del Mediterrani.
El mastí tibetà ha sofert pocs canvis al llarg del temps. D'aquest han evolucionat la majoria de gossos de muntanya com el gos de muntanya dels Pirineus.
El gos més car que s'ha venut mai és un mastí tibetà.

## Referència
1. ↑  «El mastí tibetà, el gos més car del món». Nació Digital, 20 març 2014. Arxivat de l'original el 2017-10-11. [Consulta: 14 desembre 2020].